# Jean-Étienne Dubois
Jean-Étienne Dubois, född 25 oktober 1969, är en fransk travtränare och travkusk. Han är son till travprofilen Jean-Pierre Dubois och bror till Jean-Philippe Dubois. 

## Karriär
Dubois tog sin första kuskseger den 1 maj 1987 på travbanan Hippodrome de Bihorel, och har sedan dess tagit över 1500 tränarsegrar och 1200 kusksegrar. Han har tränat flera stjärnhästar, bland andra Coktail Jet, Défi d'Aunou, Echo, Giesolo de Lou och Bold Eagle i dennes tidiga karriär.
Med Coktail Jet vann han Prix d'Amérique (1996).
Dubois är även verksam som uppfödare av travhästar, och de flesta av hans uppfödningar döps med namnet "Jet".
Han har även vunnit flest lopp i Frankrike som tränare fyra år i rad, 1995–1998.

## Segrar i större lopp
| År   | Lopp                               | Häst             | Kusk                | Lopptyp |
| ---- | ---------------------------------- | ---------------- | ------------------- | ------- |
| 1992 | Critérium des Jeunes               | Bleuette d'Hilly | Jean-Étienne Dubois | Grupp 1 |
| 1994 | Graf Kalman Hunyady Memorial       | Upero            | Jean-Étienne Dubois | -       |
| 1995 | Prix René Ballière                 | Coktail Jet      | Jean-Étienne Dubois | Grupp 1 |
| 1995 | Critérium des Jeunes               | Ever Jet         | Jean-Étienne Dubois | Grupp 1 |
| 1995 | Critérium des 4 ans                | Défi d'Aunou     | Jean-Étienne Dubois | Grupp 1 |
| 1996 | Prix d'Amérique                    | Coktail Jet      | Jean-Étienne Dubois | Grupp 1 |
| 1996 | Prix de France                     | Coktail Jet      | Jean-Étienne Dubois | Grupp 1 |
| 1996 | Critérium des 5 ans                | Défi d'Aunou     | Jean-Étienne Dubois | Grupp 1 |
| 1996 | Prix René Ballière                 | Défi d'Aunou     | Jean-Étienne Dubois | Grupp 1 |
| 1996 | Prix de l'Étoile                   | Défi d'Aunou     | Jean-Étienne Dubois | Grupp 1 |
| 1996 | Prix de l'Atlantique               | Coktail Jet      | Jean-Étienne Dubois | Grupp 1 |
| 1996 | Elitloppet (1996)                  | Coktail Jet      | Jean-Étienne Dubois | Grupp 1 |
| 1996 | Europeiskt femåringschampionat     | Défi d'Aunou     | Jean-Étienne Dubois | Grupp 1 |
| 1997 | Prix de Paris                      | Défi d'Aunou     | Jean-Étienne Dubois | Grupp 1 |
| 1997 | Prix de l'Atlantique               | Défi d'Aunou     | Jean-Étienne Dubois | Grupp 1 |
| 1998 | Grand Critérium de Vitesse         | Echo             | Jean-Étienne Dubois | Grupp 1 |
| 1998 | Prix de l'Atlantique               | Défi d'Aunou     | Jean-Étienne Dubois | Grupp 1 |
| 1998 | Critérium des Jeunes               | Hello Jo         | Jean-Étienne Dubois | Grupp 1 |
| 1998 | C.L. Müllers Memorial              | Défi d'Aunou     | Jean-Étienne Dubois | Grupp 2 |
| 1999 | C.L. Müllers Memorial              | Giesolo de Lou   | Jean-Étienne Dubois | Grupp 2 |
| 1999 | Konung Carl XVI Gustafs Silverhäst | Giesolo de Lou   | Jean-Étienne Dubois | Grupp 2 |
| 1999 | Graf Kalman Hunyady Memorial       | Giesolo de Lou   | Jean-Étienne Dubois | -       |
| 1999 | Finlandialoppet                    | Giesolo de Lou   | Pierre Vercruysse   | Grupp 1 |
| 1999 | Copenhagen Cup                     | Giesolo de Lou   | Jean-Étienne Dubois | Grupp 1 |
| 1999 | Kymi Grand Prix                    | Défi d'Aunou     | Jean-Étienne Dubois | Grupp 1 |
| 2000 | Finlandialoppet                    | Giesolo de Lou   | Jean-Étienne Dubois | Grupp 1 |
| 2001 | Critérium des Jeunes               | Kinder Jet       | Jean-Étienne Dubois | Grupp 1 |
| 2001 | Hugo Åbergs Memorial               | Giesolo de Lou   | Jean-Étienne Dubois | Grupp 1 |
| 2001 | World Cup Trot                     | Giesolo de Lou   | Jean-Étienne Dubois | Grupp 1 |
| 2010 | Prix de l'Atlantique               | Quaker Jet       | Jean-Étienne Dubois | Grupp 1 |
| 2010 | Critérium des Jeunes               | The Best Madrik  | Jean-Étienne Dubois | Grupp 1 |
| 2011 | Prix René Ballière                 | Quaker Jet       | Jean-Étienne Dubois | Grupp 1 |
| 2011 | Grand Critérium de Vitesse         | Quaker Jet       | Jean-Étienne Dubois | Grupp 1 |